# 釣手土器

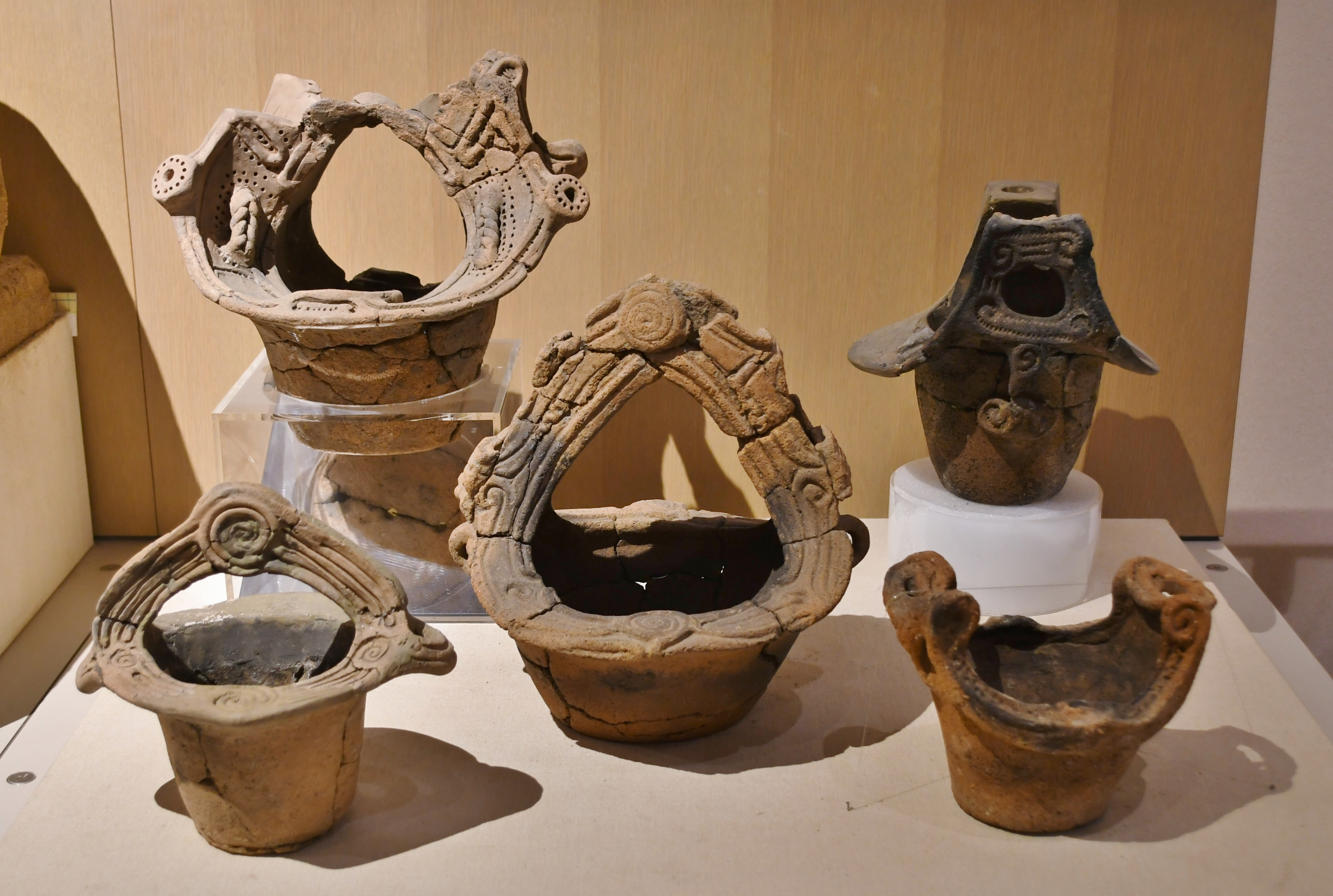
釣手土器松本市立考古博物館展示。

釣手土器（つりでどき、つりてどき）は、縄文時代の土器形式のひとつ。浅鉢形で胴体口縁部に把手が付けられた土器。釣手（吊手）のついた深鉢形土器や注口土器とは区別される。仏具の香炉に通じる事から香炉形土器とも呼ばれる。吊手土器。

## 概要

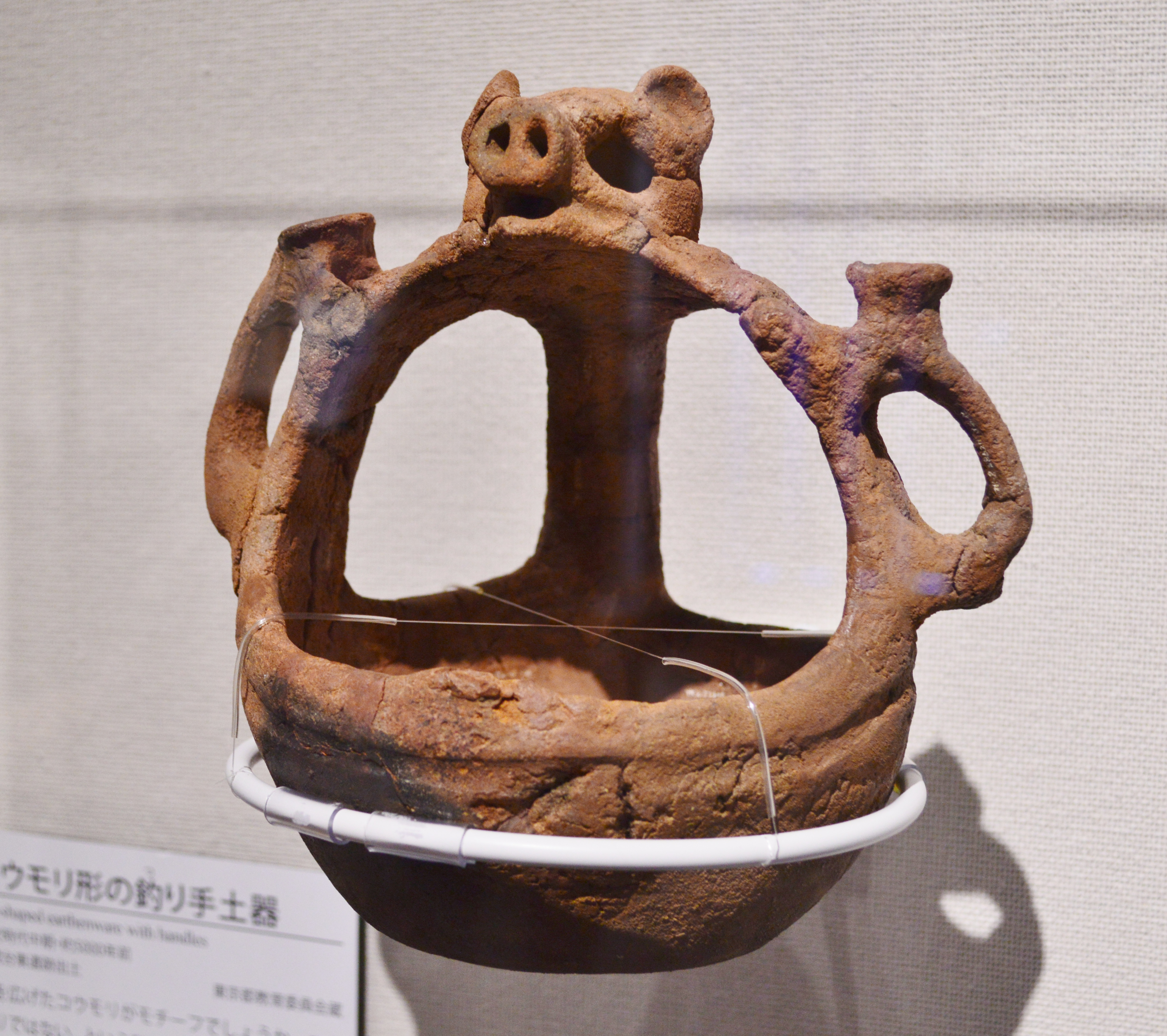
コウモリ形釣手土器府中市郷土の森博物館展示。

釣手土器は長野県や山梨県など中部地方高地から関東地方にかけて多く出土し、北陸地方においても見られる。縄文時代前期後半以降には煮炊など生活用途以外の土器が製作されるようになるが、縄文中期には蛇身文様や顔面装飾が施されたものが勝坂式土器において出現する。これらの装飾が施された土器は曽利式、加曽利式、咲畑式、醍醐式を経て、後期初頭には一時消滅するが、東北地方では華麗な装飾が施されて発展する。
1924年（大正13年）に鳥居龍蔵が『諏訪史』において「釣手ある土器」として紹介する。その後、八幡一郎や藤森栄一、宮城孝之らによって形態分類が行われた。八幡は釣手を弓状のものと三方から中央に集まるものに二分し、藤森は三窓式、天蓋式、二窓式、把手式の4分類を提示している。
把手は単数または複数で、橋状や十字、三叉状、バスケット状など器種は多様で、頂点はほぼ中心部に限られる。釣手部分にはイノシシやヘビなど動物文様や人面装飾が施されている。釣手土器は、祭祀に関係する立石や石棒などと共伴関係があり、口縁部の小孔と胴体の鍔状隆帯を特色とし同じく祭祀用途と考えられている有孔鍔付土器とともに集落において稀少で特異的に出土することから、集落における祭祀に関わる土器と位置付けられている。

## 用途
把手には磨耗跡が無く、懸垂のためと思われる孔が設けられていることもあり、内面にすす状炭化物右の付着や黒色変化が認められる出土例があることから、内部で火が燃やされた灯火具（ランプ）であると考えられている。用途に関して『諏訪史』では鳥居により当時有力であった篝火台説が紹介され、八幡は懸垂用の燈火器や篝火台、防虫香炉などの可能性を想定した。宮城により祭祀に関係のあるものとし、藤森栄一は農耕社会と関係した神の火を移す呪術具としての意味があったと推測している。
また、神話学的アプローチから用途を推測する研究もある。縄文中期には土偶や人面装飾付土器など女神信仰が見られ、神話学者の吉田敦彦は人面装飾付の釣手土器を胎内に火の神（カグツチ）を宿し、母体を焼かれる女神（イザナミ）を表現しているとし、オセアニアからアメリカ大陸に及ぶ火と食物に関わる神話文化圏の西北端に属すると位置づけられている。また、日本神話の源流を縄文文化に求める小林公明や田中基も同様の推測を行っている。これらの神話学的アプローチを受け、考古学者の渡辺誠らは釣手土器や有孔鍔付土器などに見られる動物文様の意味に関しても推測を行っている。